# 総合区
総合区（そうごうく）は、政令指定都市の市長の権限に属する事務のうち、主としてその区域内に関するものを処理させるため、行政区に代えて設ける地域を言う（地方自治法第252条の20の2）。
総合区の制度は、2014年（平成26年）5月の地方自治法一部改正 で導入され、2016年（平成28年）4月1日に施行された。
総合区の設置は、市の条例を制定することで行われ、国の同意を必要としない。また、総合区は、政令指定都市の一部の区域に設置することも、全域に設置することも、また設置しないことも、いずれも可能である。

## 総合区長
従来の政令指定都市の区長は、その政令指定都市の市長の補助機関である職員（一般行政事務職員）から市長が命じるものであるのに対して、総合区の区長（総合区長）は、特別職の地方公務員で議会の同意を得て市長が選任する。
総合区長の任期は、4年である。ただし市長は任期中においてもこれを解職することができる。
総合区が新たに設置された場合、総合区長が選任されるまでの間、市長が総合区長の職務を行う。
総合区長の解職の直接請求については、署名収集期間を2箇月とする等、副市長の解職の直接請求と同様の規定が適用される。

## 総合区長が分掌する事務
分掌する事務については、市長の権限に属する事務のうち主に総合区の区域内に関するものほか、法令又は条例により総合区長が執行することとされた事務について執行し、当該政令指定都市を代表する。分掌する事務の範囲は、条例事項である。
これらのうち、従来の政令指定都市区長と大きく違う特徴は、総合区の事務所又はその出張所の職員（政令で定めるものを除く）の任免と、総合区に関する歳入歳出予算の執行及び当該予算に関して市長に意見を述べることが、総合区長に認められている点である。

## 総合区の事務所
総合区には、総合区長が執務する総合区の事務所が置かれるほか、必要に応じて出張所を設置することができる。総合区の事務所の長は、総合区長である。
総合区の事務所の名称及び所在地は、総合区を設置する条例によって定めることとなる。地方自治法の法文には「総合区の事務所」とあり、事務所の名称について特段の制限を設けていない。例えば「○○総合区事務所」や「○○総合区役所」といった名称を定めることも、あるいは従来の区と同じ「○○区役所」の名称なども可能である。

## 設置事例
2020年現在、総合区を設置している政令指定都市はない。